# 慶應義塾大学経済研究所
慶應義塾大学経済研究所（けいおうぎじゅくだいがくけいざいけんきゅうじょ、英称：Institute for Economic Studies, Keio University, 略称：IES）は、慶應義塾大学の附置研究所の一つで様々な経済学の研究を行っている。東京都港区の慶應義塾大学三田キャンパス研究室棟に所在する。慶應義塾大学産業研究所（産業研、KEO）とは別組織である。

## 概要
大学部理財科発足125周年を記念し設立。学部を問わず慶應義塾大学内で経済学の研究を行っている経済学者らが組織を超えた横断的な関係構築のため、それらの接着剤としての役割を担うという目的で発足した。初代所長は、現アジア開発銀行研究所所長の吉野直行。慶應義塾大学と関係する経済学研究者の研究成果を迅速に公開するために、ディスカッションペーパーを刊行しており、研究成果を発表するセミナーも開催している。

### 歴代所長
- 初代　　吉野直行
- 第二代　細田衛士
- 第三代　津谷典子
- 第四代　中妻照雄
- 第五代　星野崇宏（現職）

## 附属センター
2019年12月現在、9つの附属センターが設置されている。
- ファイナンシャル・ジェロントロジー研究センター
- パネルデータ設計・解析センター (共同利用・共同研究拠点)
- 国際経済学研究センター
- こどもの機会均等研究センター
- 慶應義塾FinTEKセンター
- 財政金融研究センター
- マーケットデザイン研究センター
- 共同体メカニズム研究センター
- インバウンド観光研究センター

## 著名なプロジェクト

### 現在
- 経済格差と教育格差の長期的因果関係の解明：親子の追跡データによる分析と国際比較
- 所得・消費・資産・主観的データを用いた貧困基準の総合的研究
- グローバリゼーションと高質な経済社会の構築
- ユーラシアにおける「生態経済」の史的展開と発展戦略

### 過去
- グローバルCOEプログラム：市場の高質化と市場インフラの総合的設計（京都大学経済研究所と連携）
- 初等中等教育での教育投資や学力が若年期の学習意欲・就業・所得に与える影響の実証研究